# Joahnys Argilagos
Joahnys Argilagos (ur. 11 stycznia 1997 w Camagüey) – kubański bokser kategorii papierowej. Jest brązowym medalistą letnich igrzysk olimpijskich w Rio de Janeiro. W 2015 zdobył zaś srebrny medal igrzysk panamerykańskich.